# Partido del Reich Nórdico
El  Partido del Reich Nórdico   (NRP) fue un partido político nazi en Suecia, formado en 1956 como la Liga de Lucha Nacionalsocialista de Suecia y cerrado el 31 de diciembre de 2009.  El fundador fue Göran Assar Oredsson, quien hasta el final dirigió el partido, con la excepción de los años 1975-1978 cuando su esposa Vera Oredsson dirigió el partido. Luego se convirtió en la segunda mujer líder del partido de Suecia después de Asta Gustafsson por el Partido de la Sociedad Libre en 1974. El símbolo del partido era una cruz solar.
El partido publicó las revistas Nordisk Kamp, NRP's Bulletin y Solhjulet. Desde finales de 2003 hasta 2010, Solhjulet (anteriormente una revista de educación ideológica publicada esporádicamente) asumió el papel que tenían Nordic Struggle y el boletín, con varios artículos que se publican en cierta medida en el sitio web del partido.
El Partido Nacional Nórdico también tuvo un intento de contraparte de las SA alemanas: Riksaktionsgruppen (RAG). RAG resucitó en 2009 y cerró en 2010. El NRP apoyó a la organización nazi Legión Wasa .Göran Oredsson que estaba en la lista electoral de los cabezas de familia nacionales para las elecciones parlamentarias de 2002 y recibió un total de 17 votos.
En diciembre de 2009, el líder del partido, Göran Oredsson, anunció que el NRP terminaría a principios de año. La razón fue la enfermedad y su avanzada edad. Después de la terminación del partido, el periódico Solhjulet se publicó durante un tiempo como periódico nacionalsocialista independiente con Göran Oredsson como editor. Después de la muerte de Göran Oredsson, los nacionalsocialistas nórdicos se hicieron cargo del programa del Partido Nacional Nórdico y varios de los veteranos del NRP se unieron a la nueva organización.

## Política
El partido se dirigió, según su propio comunicado, a "todos los suecos a nivel nacional y social, independientemente de su género, edad y condición social",Los tres puntos básicos del programa del partido del NRP eran el nacionalismo, el socialismo y la libertad.
- Nacionalismo: Según la política propugnada por el PRN, todo pueblo tenía derecho a su propia patria. El NRP abogó por la paz entre las naciones para la seguridad y preservación de las diversas culturas. [cita requerida]
- Socialismo: El NRP creía que lo opuesto a la división de clases del marxismo se llamaba "folkgemenskap ". Esto significó que el PRN en cambio consideró que la lucha de clases no es un tema prioritario, sino que "en la comunidad eres igualmente valorado y necesario si eres oficinista, agricultor, director o trabajador de la limpieza". [cita requerida] Por lo tanto, la comunidad de personas debía construirse reconociendo la raza de la gente como un factor común y destacando la comunidad que se comparte. De esta manera, podría surgir la "comunidad del pueblo" del NRP y, por lo tanto, la lucha de clases no se consideraría necesaria, según el partido, para la construcción de un estado nacionalista.
- Fred: El NRP se dijo a sí mismo que estaba en contra tanto del imperialismo internacional como de la UE (así como de la UEM). Querían trabajar por la "cooperación europea, que no solo garantiza la estabilidad y la paz, sino que también preserva las peculiaridades culturales". [cita requerida] Dijeron que se distancian de la violencia y el terror.

## Número de miembros
Los mismos NRP declararon que recibieron 6 000 votos en la elección de la segunda cámara en 1964 y 11 500 votos en la elección de la segunda cámara de 1968, La investigadora nazi Heléne Lööw considera que estos números están muy exagerados y afirma que el NRP recibió 468 votos en las elecciones parlamentarias de 1985 (una medida más realista de la base de votantes del NRP).
En las elecciones parlamentarias de 1982, el partido recibió 113 votos y en 1991 163 votos. En el internado Sigtunaskolan Humanistiska Läroverket,el partido obtuvo una puntuación de 10,6 % de los votos en las elecciones escolares de 1976.
Se desconoce el número de miembros a lo largo de los años. Göran Assar Oredsson declaró en 1960 que el número de miembros era 5 000 personas, pero según el avalúo policial el número real era de 50 miembros. Se considera que el número de miembros y simpatizantes claramente expresados ascendió a 1 en 1980 000 personas En una entrevista, Vera Oredsson ha contado que todas las listas de miembros y simpatizantes fueron quemadas a mediados de 2001.

## Grupo de Acción Nacional
El Riksaktionsgruppen (RAG) formaba parte de la organización del Partido Nacional Nórdico y se suponía que actuaría como "barrera de tormentas" en caso de que el partido ganara suficientes simpatizantes. La organización apareció en ocasiones ocasionales durante las décadas de 1970 y 1980 cuando el NRP logró reunir suficientes jóvenes,por ejemplo, en Gotemburgo y Estocolmo. Los miembros de RAG cometieron varios delitos graves, incluso contra particulares que se oponían al racismo. RAG fue durante muchos años una organización inactiva, pero en 2009, cuando el Partido Nacional Nórdico se convirtió en el único partido nazi en Suecia, RAG resucitó.